# Roberto I del Palatinato
Roberto I di Wittelsbach, detto il Rosso (Wolfratshausen, 9 giugno 1309 – Neustadt an der Weinstraße, 16 febbraio 1390), fu conte palatino del Reno dal 1353 al 1390.

## Biografia
Egli era figlio di Rodolfo I di Baviera e di Melchilde di Nassau, figlia del re Adolfo di Nassau-Weilburg. Era un diretto discendente dell'imperatore Rodolfo I del Sacro Romano Impero, fondatore dell'omonima dinastia, che era suo bisnonno. Il padre morì nel 1319, quando Roberto aveva solo 10 anni. Dopo la sua morte, insieme a sua madre e i suoi fratelli, sotto la guida del conte Johann von Nassau, combatterono contro Ludovico IV. La guerra finì nell'agosto 1322, ma solo dopo la morte di Melchilde nel giugno 1323, il cui odio per Ludovico IV, aveva reso impossibile una riconciliazione duratura.
Nel trattato di Pavia firmato da Roberto e suo fratello Rodolfo II nel 1329 con suo zio Ludovico IV, stabilì che il Palatinato era un principato indipendente. Nel 1338, divisero il principato. Nel 1349, i due fratelli appoggiarono Günther von Schwarzburg come antagonista di Carlo IV. Fu solo nel febbraio del 1350 che i Wittelsbach riconobbero anche Carlo IV come nuovo re e lo obbligarono a consegnare i gioielli imperiali. Alla morte del fratello Rodolfo II nel 1353, egli ereditò i domini e divenne il solo elettore del territorio, visto che tale titolo era stato precedentemente diviso tra i due rami della famiglia. La Bolla d'oro del 1356 garantì al Palatinato il diritto a partecipare all'elezione dell'imperatore del Sacro Romano Impero. Nel 1386, Roberto I fondò l'Università di Heidelberg, la più antica università tedesca e la quarta università istituita nel Sacro Romano Impero, che da lui prese il nome.

## Matrimoni

### Primo Matrimonio
Nel 1350 sposò Elisabetta di Namur (1330-1382), figlia di Giovanni I di Namur e di Maria d'Artois. Non ebbero figli.

### Secondo Matrimonio
Nel 1385 sposò Beatrice di Berg (1360-1395), figlia di Guglielmo II di Berg e di Anna del Palatinato. Non ebbero figli.
Gli succedette il nipote, Roberto II del Palatinato.

## Ascendenza
|                             |                        |                               | Genitori                     |  |  | Nonni |  |  | Bisnonni             |  |  | Trisnonni           |  |
|                             |                        |                               |                              |  |  |       |  |  | Ottone II di Baviera |  |  | Ottone I di Baviera |  |
|                             |                        |                               |                              |  |  |       |  |  | Ottone II di Baviera |  |  | Ottone I di Baviera |  |
|                             |                        | Ludmilla di Boemia            |                              |  |  |       |  |  | Ottone II di Baviera |  |  |                     |  |
| Ludovico II del Palatinato  |                        |                               |                              |  |  |       |  |  | Ottone II di Baviera |  |  |                     |  |
|                             |                        | Agnese del Palatinato         | Enrico V del Palatinato      |  |  |       |  |  |                      |  |  |                     |  |
|                             |                        | Agnese del Palatinato         | Enrico V del Palatinato      |  |  |       |  |  |                      |  |  |                     |  |
|                             |                        | Agnese del Palatinato         | Agnese di Hohenstaufen       |  |  |       |  |  |                      |  |  |                     |  |
| Rodolfo I di Baviera        |                        | Agnese del Palatinato         |                              |  |  |       |  |  |                      |  |  |                     |  |
|                             |                        | Rodolfo I d'Asburgo           | Alberto IV il Saggio         |  |  |       |  |  |                      |  |  |                     |  |
|                             |                        | Rodolfo I d'Asburgo           | Alberto IV il Saggio         |  |  |       |  |  |                      |  |  |                     |  |
|                             |                        | Rodolfo I d'Asburgo           | Edvige di Kyburg             |  |  |       |  |  |                      |  |  |                     |  |
| Matilde d'Asburgo           |                        | Rodolfo I d'Asburgo           |                              |  |  |       |  |  |                      |  |  |                     |  |
|                             |                        | Gertrude di Hohenberg         | Burcardo V di Hohenberg      |  |  |       |  |  |                      |  |  |                     |  |
|                             |                        | Gertrude di Hohenberg         | Burcardo V di Hohenberg      |  |  |       |  |  |                      |  |  |                     |  |
|                             |                        | Gertrude di Hohenberg         | Matilde di Tubinga           |  |  |       |  |  |                      |  |  |                     |  |
| Roberto I del Palatinato    |                        | Gertrude di Hohenberg         |                              |  |  |       |  |  |                      |  |  |                     |  |
|                             | Valderamo II di Nassau | Enrico II di Nassau           |                              |  |  |       |  |  |                      |  |  |                     |  |
|                             | Valderamo II di Nassau | Enrico II di Nassau           |                              |  |  |       |  |  |                      |  |  |                     |  |
|                             | Valderamo II di Nassau | Matilde di Gheldria           |                              |  |  |       |  |  |                      |  |  |                     |  |
| Adolfo di Nassau-Weilburg   | Valderamo II di Nassau |                               |                              |  |  |       |  |  |                      |  |  |                     |  |
|                             |                        | Adelaide di Katzenelnbogen    | Diether IV di Katzenelnbogen |  |  |       |  |  |                      |  |  |                     |  |
|                             |                        | Adelaide di Katzenelnbogen    | Diether IV di Katzenelnbogen |  |  |       |  |  |                      |  |  |                     |  |
|                             |                        | Adelaide di Katzenelnbogen    | …                            |  |  |       |  |  |                      |  |  |                     |  |
| Matilde di Nassau           |                        | Adelaide di Katzenelnbogen    |                              |  |  |       |  |  |                      |  |  |                     |  |
|                             |                        | Gerlach I di Isenburg-Limburg | …                            |  |  |       |  |  |                      |  |  |                     |  |
|                             |                        | Gerlach I di Isenburg-Limburg | …                            |  |  |       |  |  |                      |  |  |                     |  |
|                             |                        | Gerlach I di Isenburg-Limburg | …                            |  |  |       |  |  |                      |  |  |                     |  |
| Imagina di Isenburg-Limburg |                        | Gerlach I di Isenburg-Limburg |                              |  |  |       |  |  |                      |  |  |                     |  |
|                             |                        | Imagina di Blieskatel         | …                            |  |  |       |  |  |                      |  |  |                     |  |
|                             |                        | Imagina di Blieskatel         | …                            |  |  |       |  |  |                      |  |  |                     |  |
|                             |                        | Imagina di Blieskatel         | …                            |  |  |       |  |  |                      |  |  |                     |  |
|                             |                        | Imagina di Blieskatel         |                              |  |  |       |  |  |                      |  |  |                     |  |